# Gordon Scott (Schauspieler)
Gordon Scott (* 3. August 1927 in Portland, Oregon; † 30. April 2007 in Baltimore, Maryland; eigentlich Gordon Merrill Werschkul) war ein US-amerikanischer Schauspieler.

## Leben und Leistungen
Nach der Schulzeit auf der University of Oregon und dem Armeedienst arbeitete Scott in verschiedenen Berufen, bis er 1953 (er war zu dieser Zeit im Las Vegas Sahara Hotel angestellt) als Nachfolger von Lex Barker als Tarzan-Darsteller ausgewählt wurde. In seinem ersten Film für die RKO traf er Schauspiel-Kollegin Vera Miles, die er 1956 heiratete. Drei Jahre später spielte Scott auch den ersten Tarzan, der in Farbe gefilmt wurde. Insgesamt sechs Mal stellte er den „Herrn des Dschungels“ dar.
Danach wechselte Scott Produktionsland und Genre: In Italien stellte er seine Muskeln in Sandalenfilmen zur Schau. Nach Porträts von u. a. Remus, Goliath, Samson und Herkules und nachdem das Genre seinen Höhepunkt überschritten hatte, wandte sich Scott, wie nahezu alle ehemaligen „mythologischen“ Darsteller, dem Italo-Western zu. So spielte er Buffalo Bill und unter Albert Bands Regie 1966 in Die Trampler. Nach zwei weiteren Filmen, beide im Agenten-Milieu handelnd, zog sich Scott vom Filmgeschäft zurück.
Scott war dreimal verheiratet und hatte einen 1957 geborenen Sohn, Michael.

## Filmografie (Auswahl)
- 1955: Tarzan und der schwarze Dämon (Tarzan’s Hidden Jungle)
- 1957: Tarzan und die verschollene Safari (Tarzan and the Lost Safari)
- 1958: Tarzan und die Jäger (Tarzan and the Trappers) (Fernsehfilm)
- 1958: Tarzans Kampf ums Leben (Tarzan’s Fight for Life)
- 1959: Tarzans größtes Abenteuer (Tarzan’s Greatest Adventure)
- 1960: Tarzan, der Gewaltige (Tarzan the Magnificent)
- 1961: Maciste in der Gewalt des Tyrannen (Maciste alla corte del Gran Khan)
- 1961: Macistes größtes Abenteuer (Maciste contro il vampiro)
- 1961: Romulus und Remus (Romolo e Remo)
- 1962: Cleopatra, die nackte Königin vom Nil (Una regina per Cesare)
- 1962: Der Gladiator von Rom (Il Gladiatore di Roma)
- 1963: Die Eroberung von Mykene (Ercole contro Moloch)
- 1963: Der Löwe von San Marco (Il leone di San Marco)
- 1963: Die Sklavinnen von Damaskus (L’eroe di Babilonia)
- 1963: Der Tiger von Sardes (Goliath e la schiava ribelle)
- 1963: Zorro und die drei Musketiere (Zorro e i tre moschettieri)
- 1964: Das war Buffalo Bill (Buffalo Bill, l’eroe del far west)
- 1964: Der Tribun von Rom (Coriolano - eroe senza patria)
- 1964: Der Titan mit der eisernen Faust (Il Colosso di Roma)
- 1965: Herkules und die Prinzessin von Troja (Hercules and the Princess of Troy)
- 1966: Die Trampler (Gli uomini dal passo pesante)
- 1967: Mike Morris jagt Agenten in die Hölle (Il Raggio infernale bzw. Nido de espias)
- 1967: Segretissimo